# シャルル・ド・ベルジック
シャルル・ド・ベルジック（フランス語: Charles de Belgique, 1903年10月10日 - 1983年6月1日）は、ベルギーの王族。フランドル伯。レオポルド3世の王弟として、1944年から1950年まで摂政を務めた。

## 生涯

### 若年期

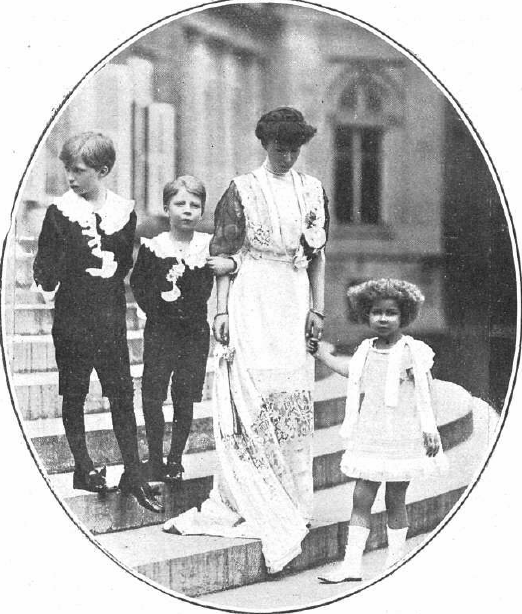
1914年撮影、母や兄妹と（左から2人目がシャルル）

アルベール王子（後のアルベール1世）と妃エリザベートの次男としてブリュッセルで生まれた。兄はレオポルド3世、妹は最後のイタリア王妃マリー＝ジョゼ。
長じて、イギリスの海軍兵学校で教育を受けた。
1935年頃に、シャルルが平民の女性と結婚を試みたことが契機となって、兄レオポルド3世との関係が悪化した。

### 青年期
第二次世界大戦におけるベルギーの戦いで、ベルギーは1940年5月28日に降伏した。閣僚はロンドンへ亡命し、ベルギー亡命政府の国王とは認めないと宣言した。1944年6月6日、ノルマンディー上陸作戦に続くパリの解放を経て、9月2日に連合軍はベルギーへ侵攻（ベルギーの解放）し、11月3日にかけて順次解放されていった。この間、ベルギー亡命政府は、将来的に国王レオポルド3世が帰還することを前提に、9月21日に王弟シャルル王子（フランドル伯）を摂政にたてることを宣言した。

### 摂政として

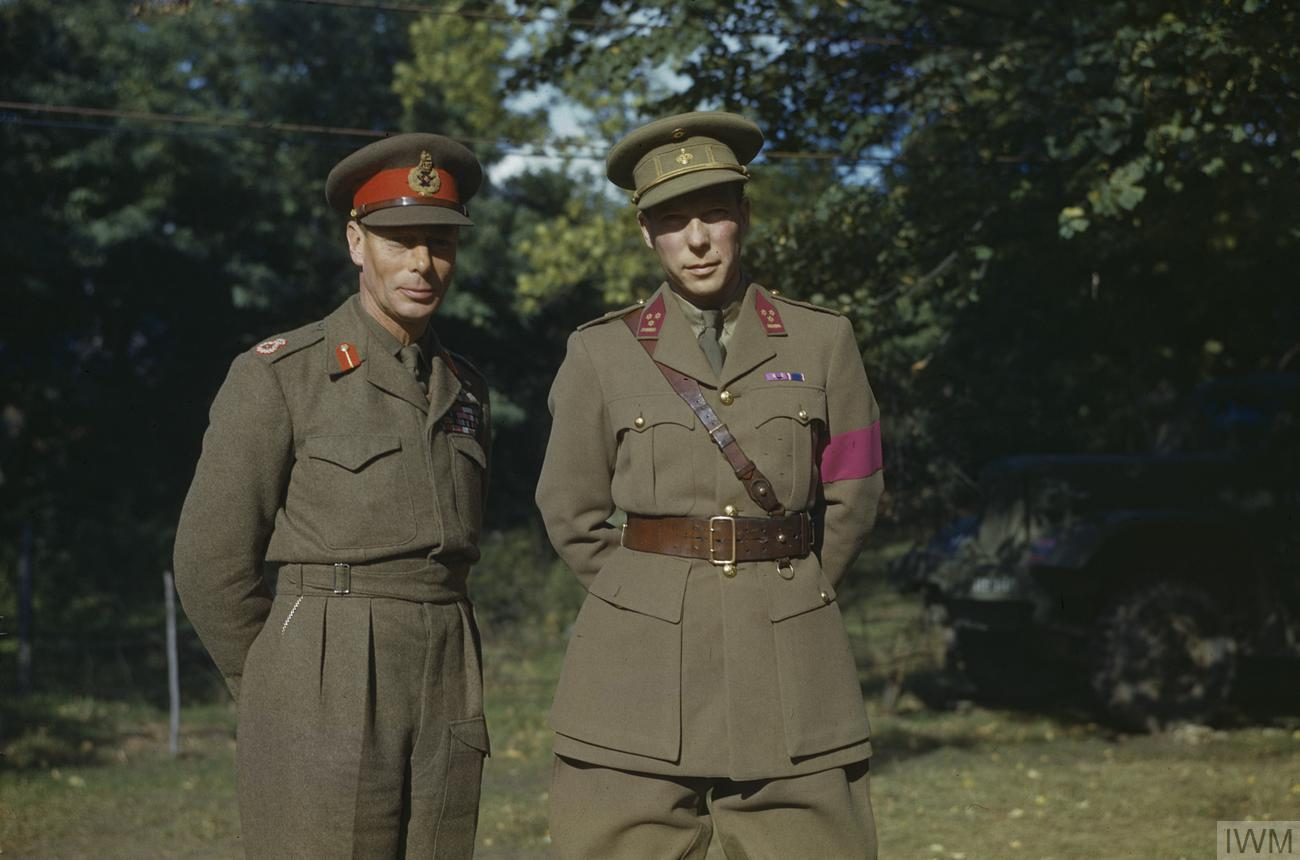
1944年10月撮影、英国王ジョージ6世（左）と

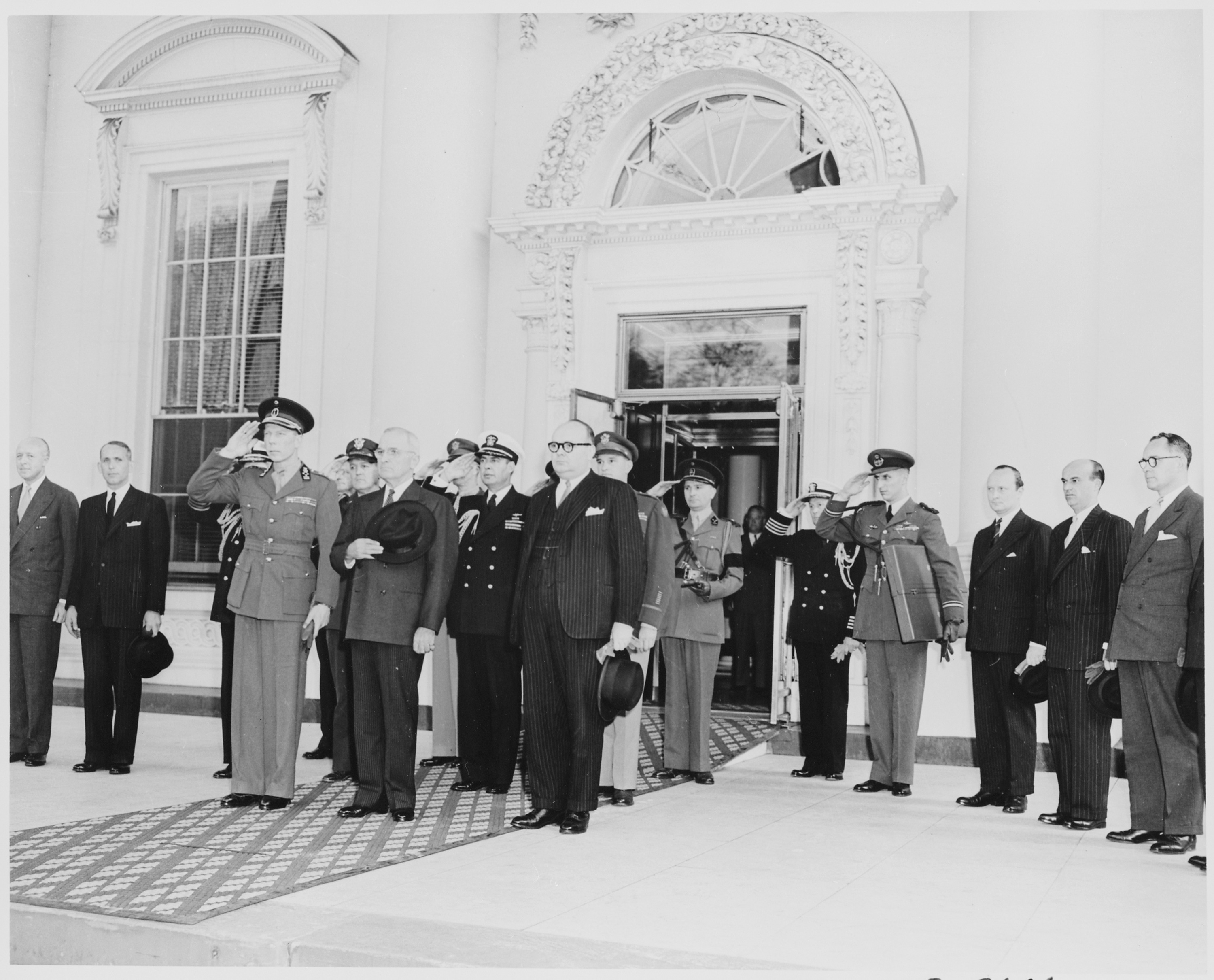
1948年撮影、ホワイトハウスにてトルーマン米大統領と

シャルルの摂政政治は、ドイツによる占領で生じた出来事とレオポルド3世を巡る議論に終始した。この時期は後の10年間に重要な影響を及ぼす出来事があった。彼の摂政政の間、重要な政治経済の決定がなされたのである。
ベルギーは、マーシャル・プランによるアメリカ合衆国の支援を受けて国内経済の急なスタートを切った。建設部門は、政府が戦争で傷んだ建物の修繕を許可し、社会全体に新規の住宅建築が進められたため刺激を受けた。財政部門は、カミーユ・ギュット法を通じて衛生化され、戦争を目的とした間に非合法に利益をあげることが禁じられた。社会福祉制度が導入され、労使交渉制度が整備された。
もっと重要なことは、1948年の議会選挙で初めて女性参政権が導入されたことである。さらに、摂政制下でベネルクス関税同盟が成立し、ベルギーは国際連合や欧州評議会の一員となり、北大西洋条約機構にも加入した。
レオポルド3世の第二次世界大戦中の政治的姿勢は国内外で激しい批判を受け、彼が王位に留まることは国内を政治的・地域的に分断する激しい議論を巻き起こした。1950年3月に至って、レオポルド3世の復帰の是非を問う国民投票が開催された結果、全体では復位賛成が優勢であったものの、その結果は南北ではっきりと分かれており、地域及び民族の分断を露呈させた。
この国民投票によってレオポルド3世が帰国・復位すると、シャルルは摂政の座から降りた。しかし国内世論の分断と君主制存続の危機を前に、レオポルド3世は1951年7月16日に退位し、長男ボードゥアンに譲位した。
なお、シャルル自身も、共産主義者の支援により王位に就くことに意欲を見せており、これはオットー・フォン・ハプスブルクからの激しい憎悪を招いた。

### 晩年
シャルルは公的生活から引退し、西フランデレン州の町オーステンデのラフェルスアイデに住居を構えて芸術に没頭する日々を送った。彼の描いた絵には、「カレル・ファン・フランデレン」（フランドル伯シャルルのオランダ語読み）と署名してあった。
1983年6月、ラフェルスアイデで死去。棺はラーケンのノートルダム・ド・ラーケン教会にある王室霊廟に葬られた。
なお、「フランドル伯」の称号は2001年10月に廃され、シャルルが最後の称号保持者となっている。